# آلباتروس دبلیو. ۸
آلباتروس دبلیو. ۸ (به انگلیسی: Albatros_W.8) یک هواگرد از نوع هواپیمای دوباله هواپیمای جنگنده هواپیمای آب‌نشین ساخت شرکت آلباتروس فلوکتسایک‌ورک در آلمان است. این هواگرد در سال ۱۹۱۸ میلادی رسماً معرفی گردید. در مجموع، تعداد ۳ فروند از این هواگرد ساخته شده‌است.